# Kouritenga (tỉnh)
Kouritenga là một trong 45 tỉnh của Burkina Faso, tọa lạc ở vùng Centre-Est.
Thủ phủ là Koupéla.
Kouritenga được chia thành 9 tổng:
- Andemtenga
- Baskoure
- Dialgaye
- Gounghin
- Kando
- Koupela
- Pouytenga
- Tensobtenga
- Yargo (department)